# Wem gehört die Erde?
Wem gehört die Erde? (Originaltitel The Chrysalids) ist ein Science-Fiction-Roman von John Wyndham, der erstmals 1955 veröffentlicht wurde. Er ist einer der untypischsten Romane von Wyndham, wird aber dennoch oft zusammen mit Die Triffids als eines seiner besten Bücher genannt.

## Handlung
Die Geschichte spielt in Kanada im ländlichen Labrador in der fernen Zukunft. Die Gegebenheiten im Roman deuten an, dass es dort um einiges wärmer als heute ist. Die Einwohner von Labrador haben nur vage Erinnerungen an das Alte Volk, eine weiter fortgeschrittene Zivilisation, die vor ihnen existierte. Wyndham beschreibt damit die Menschen des 20. Jahrhunderts.
Nach dem Glauben der Menschen wurde das Alte Volk ausgerottet, als Gott Die Tribulation auf die Erde schickte. Diese Tribulation war ein Atomkrieg, der den Großteil der Erde zerstörte und den Rest mit starker Strahlung verseuchte, die viele verschiedene Mutationen hervor rief. Die Menschen, die überlebt haben, leben in der Stadt Waknuk, deren Lebensweise an die des 18. Jahrhunderts erinnert. Die Bewohner Waknuks glauben, dass sie die Reinheit der Menschen, Tiere und Pflanzen, die überlebt haben, bewahren müssen, um Gottes Wort zu folgen und eine weitere Tribulation zu vermeiden.
Die Geschichte wird von einem Jungen namens David Strorm erzählt, der, zusammen mit einigen anderen Kindern seines Alters, telepathische Fähigkeiten besitzt. Während sie in der Gemeinde in Labrador aufwachsen, erkennen David und seine Freunde langsam, dass sie mit ihren telepathischen Kräften selbst Mutanten sind und damit Außenseiter. Da ihre Mutation jedoch nicht direkt von anderen erkannt werden kann, können sie für einige Zeit sicher in der Gesellschaft leben. Eines Tages kommt jedoch der Zeitpunkt, als ein Mädchen aus der Gruppe jemanden heiratet, der nicht über telepathische Fähigkeiten verfügt. Dadurch möchte sie ihre besondere Fähigkeit am liebsten verlieren, um keinen Verdacht zu erregen. Später wird ihr Mann jedoch getötet, weshalb sie Selbstmord begeht und die Gruppe in neue Gefahr bringt. Während zwei Gruppenmitglieder von den Behörden festgenommen werden, schaffen es drei Mitglieder zu fliehen. Danach begeben sie sich auf eine abenteuerliche Reise.

## Vergleich zu anderen Werken Wyndhams
Obwohl Wyndham die Geschichte mit dem für ihn charakteristischen trockenen Humor erzählt, gibt es einige deutliche Unterschiede im Vergleich zu seinen anderen Romanen. Während der Rest seiner Bücher zeitlich und sozial in seiner eigenen Epoche, der englischen Mittelklasse der 1950er Jahre, angesiedelt ist, spielt Wem Gehört die Erde? in der Zukunft.
Obwohl der Ich-Erzähler bei Wyndham normalerweise nur die Rolle eines Beobachters innehat und kaum Einfluss auf die Handlung ausübt, ist er in Wem gehört die Erde? die treibende Kraft und erzählt seine Geschichte von seiner Jugend an.

## Rezeption
Die amerikanische Psychedelic-Rock-Band Jefferson Airplane veröffentlichte 1968 das Lied Crown of Creation auf ihrem gleichnamigen Album, dessen Text eine Collage von Zitaten aus dem Roman darstellt.

## Ausgaben
- John Wyndham: The chrysalids. Review Books, New York 2008, ISBN 978-1-590-17292-6 (Nachdr. d. Ausg. London 1955).
- John Wyndham: Wem gehört die Erde? Ein utopisch-technischer Roman („The chrysalids“, 1955). Goldmann, München 1961 (übersetzt von Tony Westermayr).
- John Wyndham: Wem gehört die Erde? Roman („The chrysalids“, 1955). Suhrkamp, Frankfurt/M. 1988, ISBN 3-518-37886-4 (übersetzt von Tony Westermayr).